# غاري دان
غاري دان (بالإنجليزية: Gary Dunn)‏ هو لاعب كرة قدم أمريكية أمريكي، ولد في 24 أغسطس 1953 في كورال غيبلز في الولايات المتحدة.

## وصلات خارجية
- غاري دان على موقع مرجع كرة القدم المحترفة.كوم (الإنجليزية)